# Kelsey-Lee Barber
Kelsey-Lee Barber, född 21 september 1991, är en australisk friidrottare som tävlar i spjutkastning.

## Karriär
Vid Världsmästerskapen i friidrott 2019 tog Barber guld i spjutkastning. Vid olympiska sommarspelen 2020 i Tokyo tog Barber brons i damernas spjuttävling efter att slutat bakom Liu Shiying och Maria Andrejczyk.
I juli 2022 vid VM i Eugene tog Barber sitt andra raka VM-guld i spjut efter ett kast på världsårsbästat 66,91 meter.

## Extern webbplats
Officiell webbplats